# Сіріу (комуна)
Сіріу (рум. Siriu) — комуна у повіті Бузеу в Румунії. До складу комуни входять такі села (дані про населення за 2002 рік):
- Гура-Сіріулуй (49 осіб)
- Кашока (683 особи)
- Колцу-П'єтрій (750 осіб)
- Лунка-Жаріштей (1116 осіб) — адміністративний центр комуни
- Мушчелуша (648 осіб)

Комуна розташована на відстані 116 км на північ від Бухареста, 57 км на північний захід від Бузеу, 138 км на захід від Галаца, 54 км на схід від Брашова.

## Населення
За даними перепису населення 2002 року у комуні проживали 3246 осіб.
Національний склад населення комуни:
| Національність | Кількість осіб | Відсоток |
| -------------- | -------------- | -------- |
| румуни         | 3245           | > 99,9%  |
| угорці         | 1              | < 0,1%   |

Рідною мовою назвали:
| Мова      | Кількість осіб | Відсоток |
| --------- | -------------- | -------- |
| румунська | 3245           | > 99,9%  |
| російська | 1              | < 0,1%   |

Склад населення комуни за віросповіданням:
| Релігія       | Кількість осіб | Відсоток |
| ------------- | -------------- | -------- |
| православні   | 3193           | 98,4%    |
| бретрени      | 47             | 1,4%     |
| баптисти      | 4              | 0,1%     |
| римо-католики | 1              | < 0,1%   |